# Bancroft (Virginia Occidental)
Bancroft es un pueblo ubicado en el condado de Putnam en el estado estadounidense de Virginia Occidental. En el Censo de 2010 tenía una población de 587 habitantes y una densidad poblacional de 1.563,05 personas por km².

## Geografía
Bancroft se encuentra ubicado en las coordenadas 38°30′39″N 81°50′30″O / 38.51083, -81.84167. Según la Oficina del Censo de los Estados Unidos, Bancroft tiene una superficie total de 0.38 km², de la cual 0.36 km² corresponden a tierra firme y (4.14%) 0.02 km² es agua.

## Demografía
Según el censo de 2010, había 587 personas residiendo en Bancroft. La densidad de población era de 1.563,05 hab./km². De los 587 habitantes, Bancroft estaba compuesto por el 98.64% blancos, el 0% eran afroamericanos, el 0% eran amerindios, el 0% eran asiáticos, el 0.17% eran isleños del Pacífico, el 0.17% eran de otras razas y el 1.02% pertenecían a dos o más razas. Del total de la población el 0.68% eran hispanos o latinos de cualquier raza.